# Las Nieves (La Palma)
Las Nieves ist ein kleiner Ort mit 16 Einwohnern (Stand: 2013) in der Gemeinde Santa Cruz de La Palma auf der Kanarischen Insel La Palma.

## Kirche

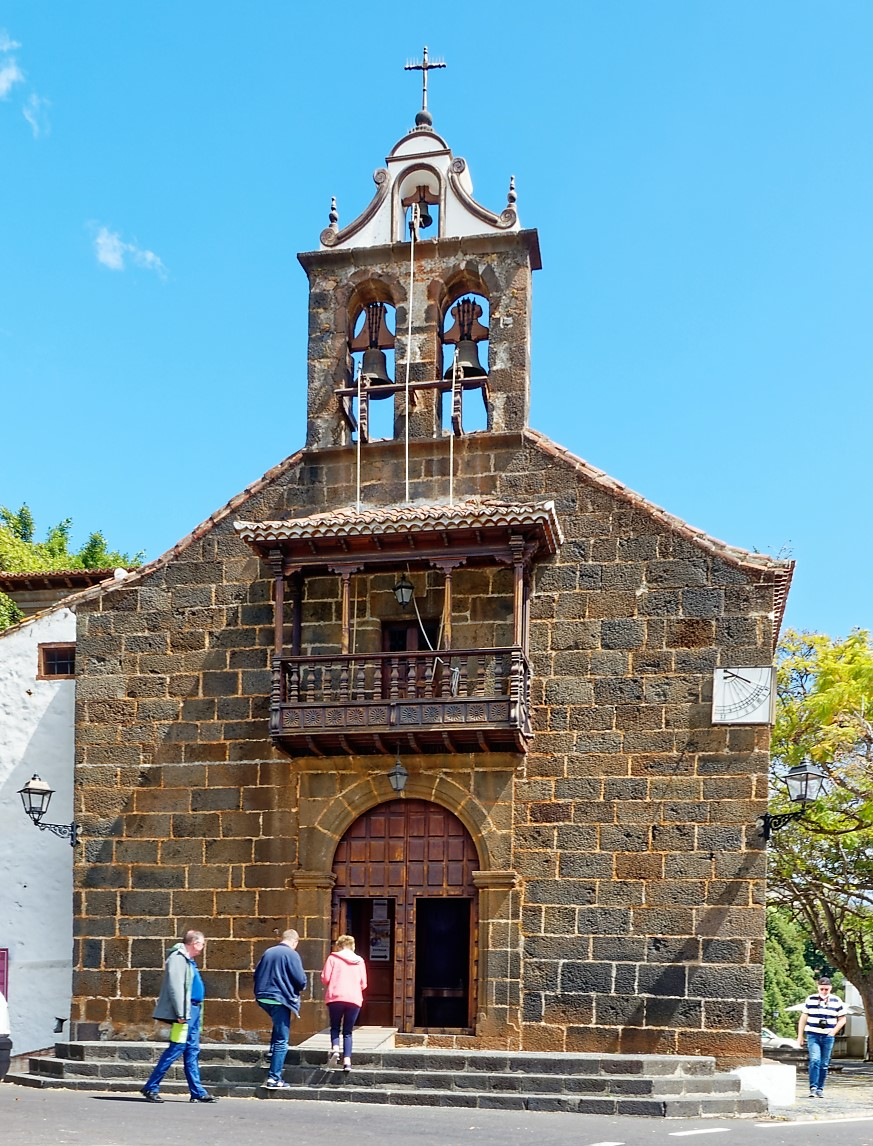
Die Kirche

Bedeutung hat der Ort durch die östlich gelegene Wallfahrtskirche Virgen de las Nieves (Jungfrau vom Schnee, der Schutzpatronin von La Palma) (Lage). Alle fünf Jahre wird das Gnadenbild, eine kleine Madonna aus dem 14. Jahrhundert, im Rahmen der Bajada de la Virgen de las Nieves  („Bajada“ = Herabkunft) am 15. Juli in einer feierlichen Prozession bergab über rund 6,5 Kilometer in die Kirche El Salvador in der Inselhauptstadt Santa Cruz getragen und dort ausgestellt. Zu Ehren der Mutter Gottes finden jeweils große Feiern und Lampionumzüge statt. Am 5. August wird sie wieder nach Las Nieves in ihre Kirche zurückgebracht.
Die Bedeutung der Virgen de las Nieves als Schutzpatronin der Insel soll auf ein Ereignis im Jahr 1646 zurückgehen: damals rumorte der Vulkan Tigalate, doch – dem Glauben der Insulaner nach – beruhigte er sich, weil die Jungfrau es schneien ließ.
Einer anderen Legende nach wurde ein Hirtenmädchen drei Tage von einer Erscheinung heimgesucht. Am dritten Tag folgte ihr der Vater und fand eine Holzstatue vor, für die dann eine Kapelle errichtet wurde. Im Jahr 1646 wurde die jetzige Kirche erbaut, die wenige Jahre später auch Pfarrkirche wurde.

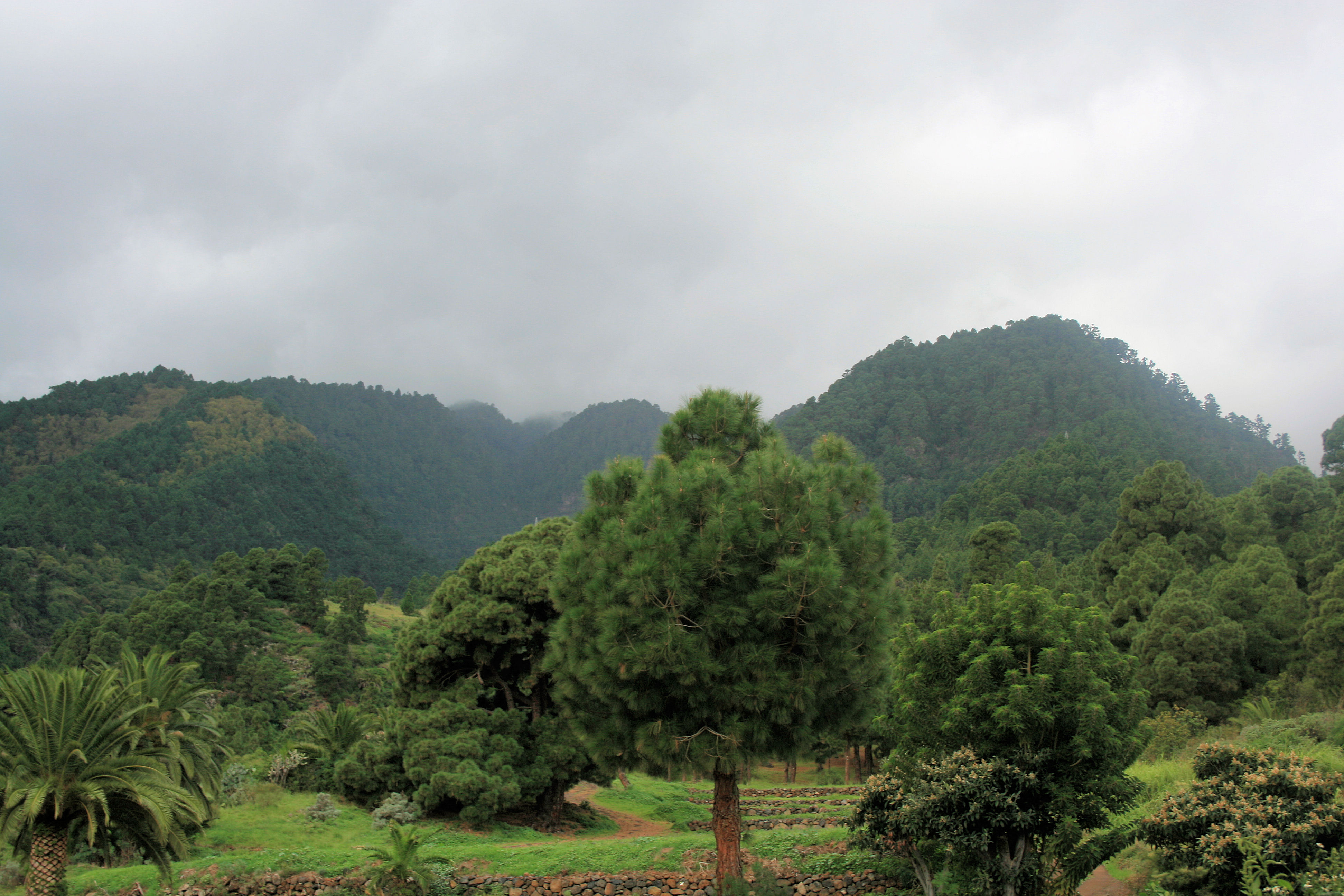
Die Landschaft bei Las Nieves
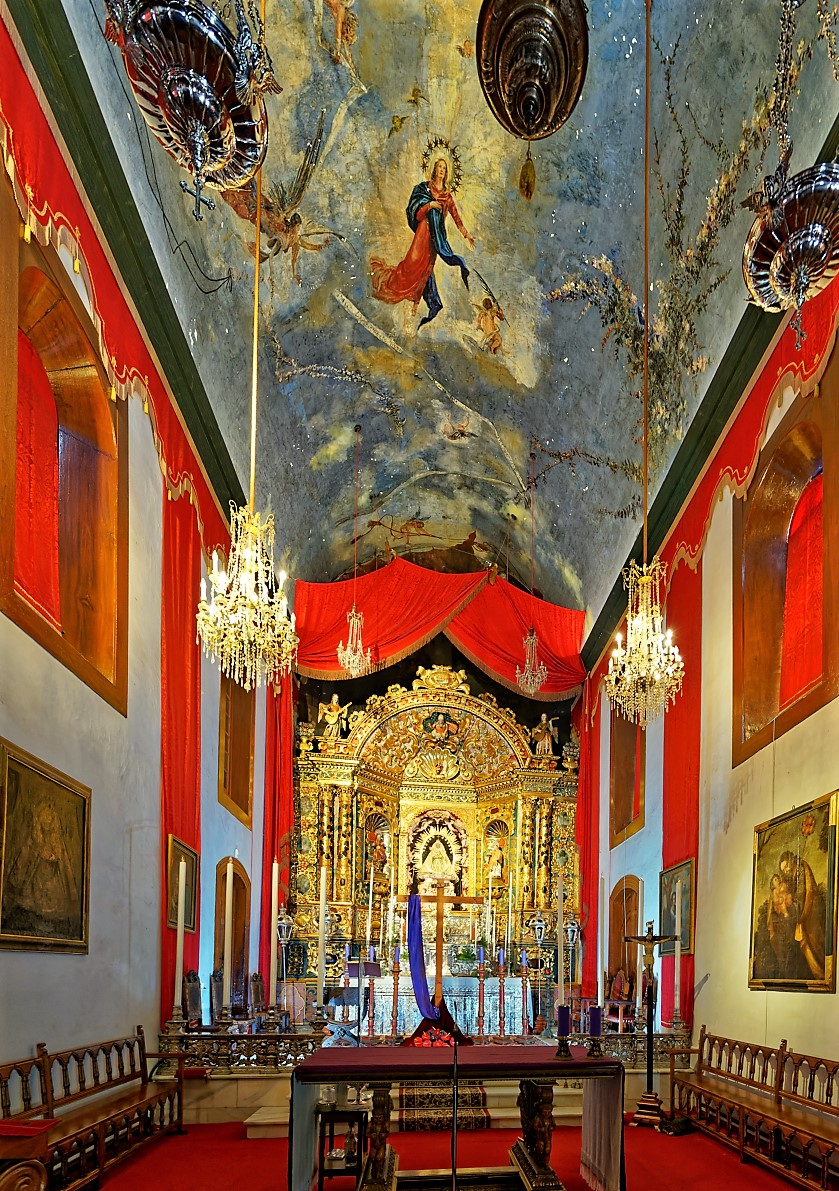
Blick zum Altar mit der Jungfrau
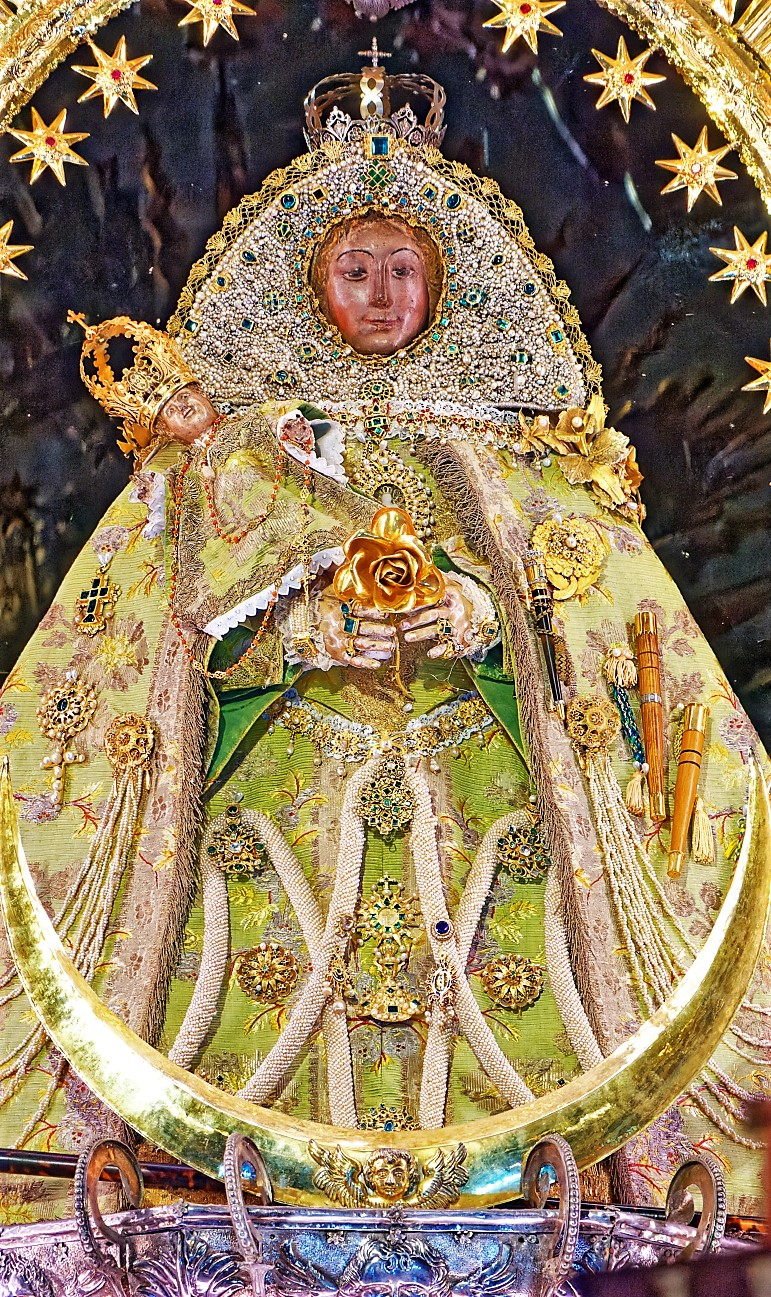
Die Jungfrau vom Schnee
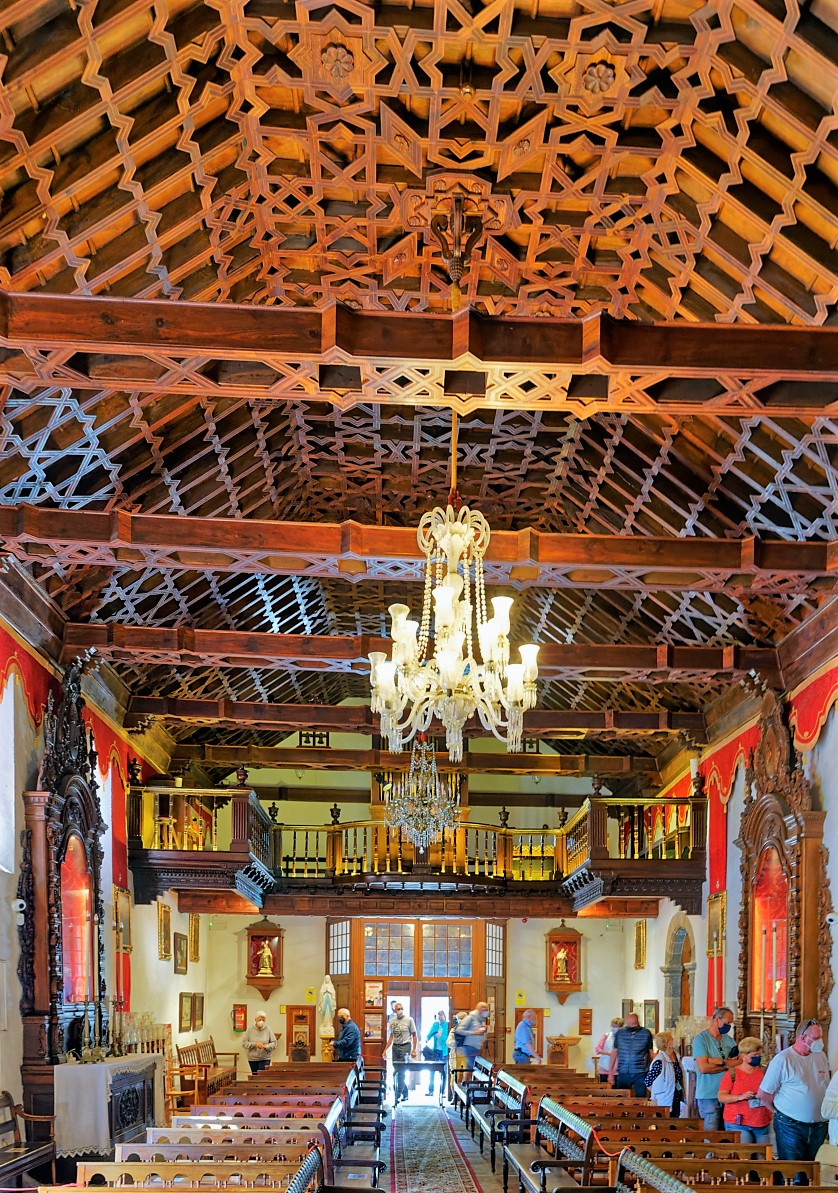
Die beeindruckende Konstruktion der Holzdecke